# Loreauville, Louisiana
Loreauville, Louisiana (енгл. Loreauville) град је у америчкој савезној држави Луизијана.

## Демографија
По попису из 2010. године број становника је 887, што је 51 (-5,4%) становника мање него 2000. године.
| Група             | 2000.       | 2010.       |
| Белци             | 707 (75,4%) | 672 (75,8%) |
| Афроамериканци    | 222 (23,7%) | 194 (21,9%) |
| Азијати           | 1 (0,1%)    | 2 (0,2%)    |
| Хиспаноамериканци | 6 (0,6%)    | 10 (1,1%)   |
| Укупно            | 938         | 887         |